# Parkville (Pennsilvània)
Parkville és una concentració de població designada pel cens dels Estats Units a l'estat de Pennsilvània. Segons el cens del 2000 tenia 6.593 habitants.

## Demografia
Segons el cens del 2000, Parkville tenia 6.593 habitants, 2.611 habitatges, i 1.832 famílies. La densitat de població era de 865,8 habitants/km².
Dels 2.611 habitatges en un 34,9% hi vivien nens de menys de 18 anys, en un 55,1% hi vivien parelles casades, en un 10,1% dones solteres, i en un 29,8% no eren unitats familiars. En el 24,2% dels habitatges hi vivien persones soles el 8,6% de les quals corresponia a persones de 65 anys o més que vivien soles. El nombre mitjà de persones vivint en cada habitatge era de 2,53 i el nombre mitjà de persones que vivien en cada família era de 2,99.
Per edats la població es repartia de la següent manera: un 26,4% tenia menys de 18 anys, un 7,5% entre 18 i 24, un 32,9% entre 25 i 44, un 20,8% de 45 a 60 i un 12,4% 65 anys o més.
L'edat mediana era de 35 anys. Per cada 100 dones de 18 o més anys hi havia 94 homes.
La renda mediana per habitatge era de 44.419 $ i la renda mediana per família de 48.417 $. Els homes tenien una renda mediana de 34.310 $ mentre que les dones 24.659 $. La renda per capita de la població era de 18.815 $. Entorn del 2,8% de les famílies i el 4,2% de la població estaven per davall del llindar de pobresa.

## Poblacions properes
El següent diagrama mostra les poblacions més properes.